# كالبوقا
كالبوقا هي بلدة في مقاطعة كاسان في ولاية قشقداريا في أوزبكستان.